# Strmec, Velike Lašče
Strmec je naselje v Občini Velike Lašče.